# Stigmatomyces novozelandicus
Stigmatomyces novozelandicus är en svampart som beskrevs av A. Weir & W. Rossi 1997. Stigmatomyces novozelandicus ingår i släktet Stigmatomyces och familjen Laboulbeniaceae.   Inga underarter finns listade i Catalogue of Life.